# Ali Fakih
Ali Fakih (en árabe: علي رضا فقيه‎; Kafr Kila, Líbano; 12 de abril de 1967) es un exfutbolista y entrenador de fútbol del Líbano que jugaba en la posición de guardameta. Actualmente es el entrenador de porteros del Shabab Al Sahel FC.

## Carrera

### Club
| Periodo   | Club               |
| --------- | ------------------ |
| 1986–1989 | Racing Club Beirut |
| 1989–1992 | Shabab Al Sahel FC |
| 1992–1999 | Al Ansar Beirut    |
| 1999–2001 | CS Sagesse         |
| 2001–2006 | Shabab Al Sahel FC |

### Selección nacional
Jugó para Líbano en 35 ocasiones de 1993 a 2001 y participó en la Copa Asiática 2000.

## Logros

### Club
- Liga Premier de Líbano: 1996-97, 1997-98, 1998-99
- Copa de Líbano: 1997-98
- Supercopa de Líbano: 1996, 1997

### Individual
- Mejor salvada de la Liga Premier de Líbano: 1996–97[3]
- Equipo Ideal de la Liga Premier de Líbano: 1996–97,[3] 1997–98,[4] 2000–01,[5] 2001–02[6]